# Мыс Александра (Гренландия)
Мыс Александра (гренл. Ullersuaq, также Uvdlerssuak и Sarfalik; дат. Kap Alexander) — крайняя западная точка Гренландии. Он расположен в западной части полуострова в Хейс в коммуне Каасуитсуп, примерно в 250 км к северу от городка Каанаак.
Мыс Александра и расположенный в 50 км напротив него мыс Изабеллы канадского острова Элсмир образуют границу между морем Баффина на юге и бассейном Кейна на севере. Обоим мысам дал названия Джон Росс в 1818 году в честь двух своих кораблей.